# Bécasseau variable
Calidris alpina
Espèce
Statut de conservation UICN

 NT A2bcd+4bcd : Quasi menacé

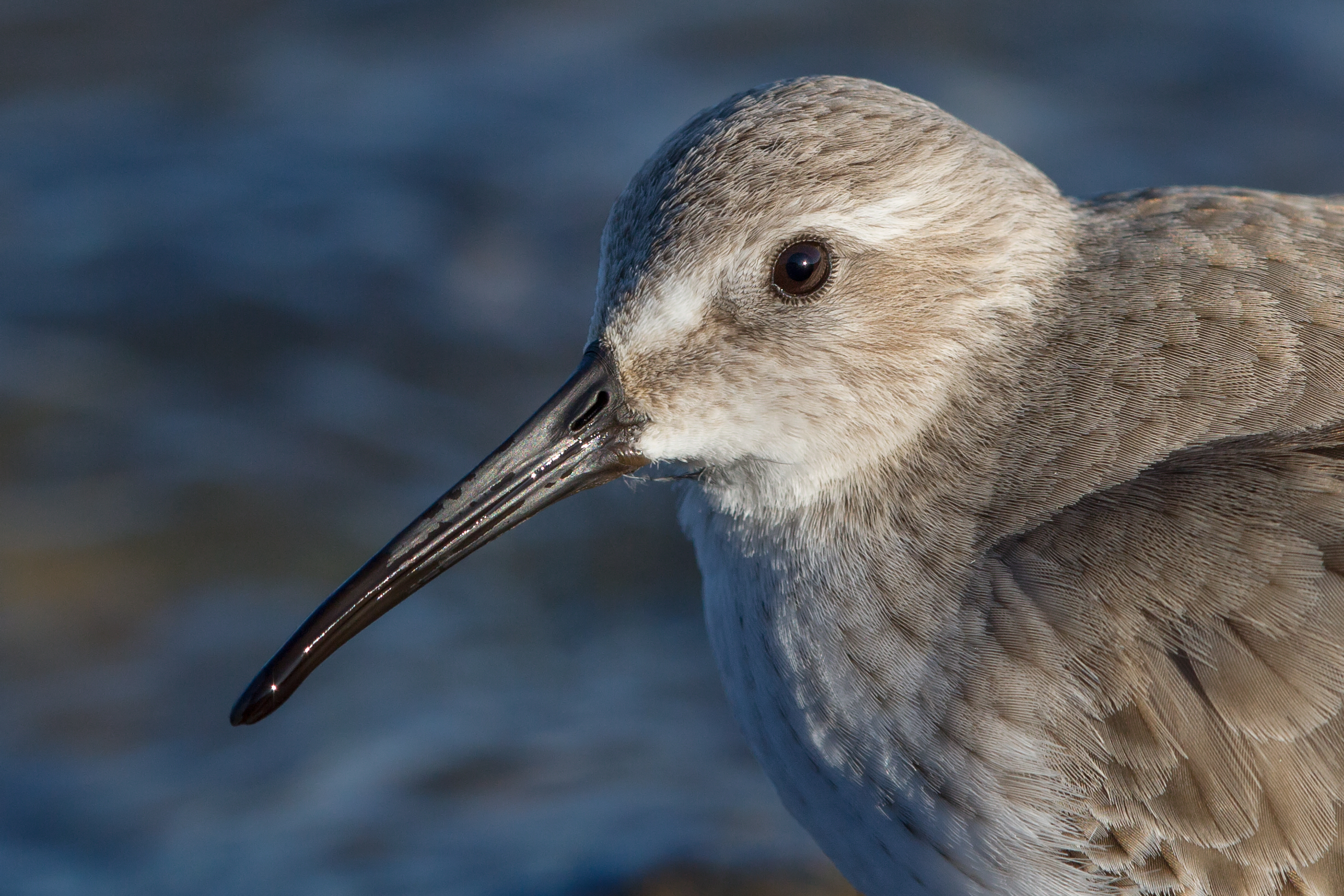
Bécasseau variable - Bouches-du-Rhône

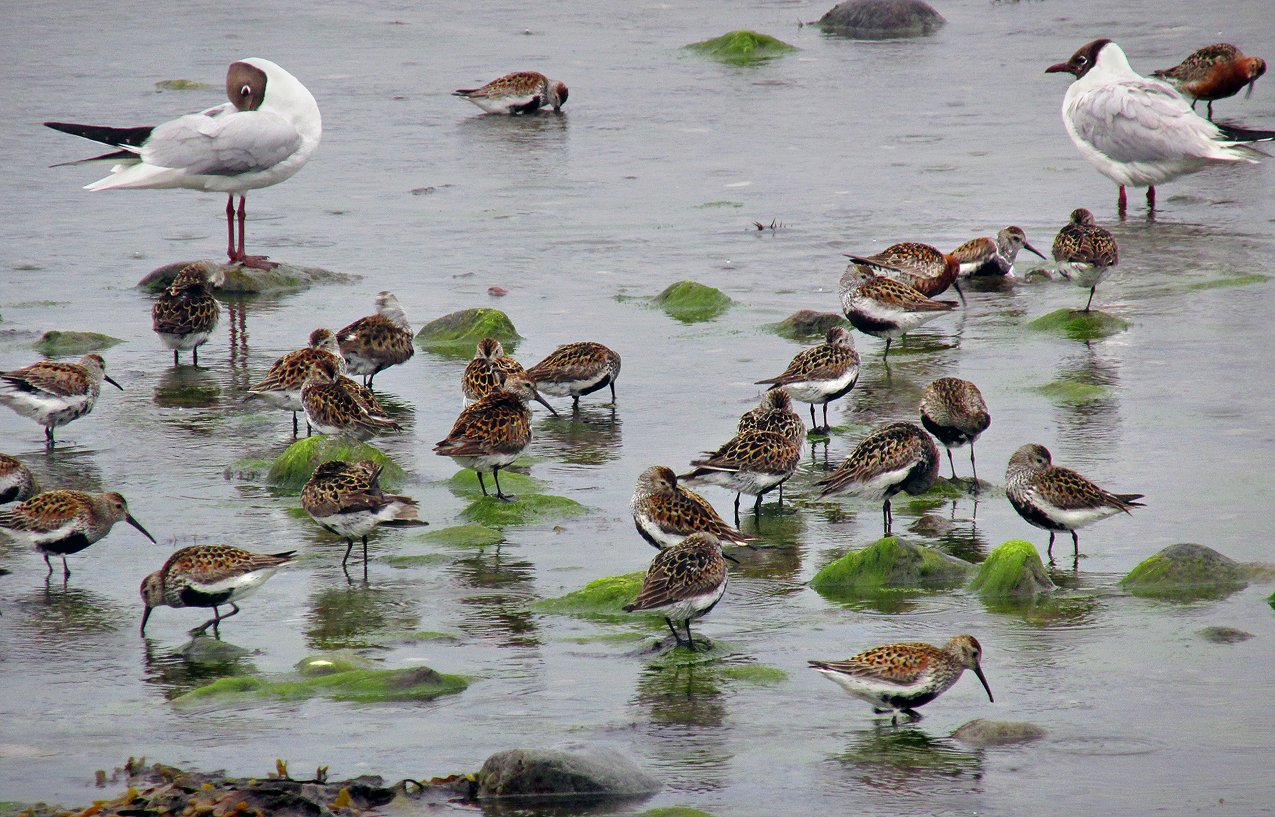
Bécasseau variable. Ystad 2015.

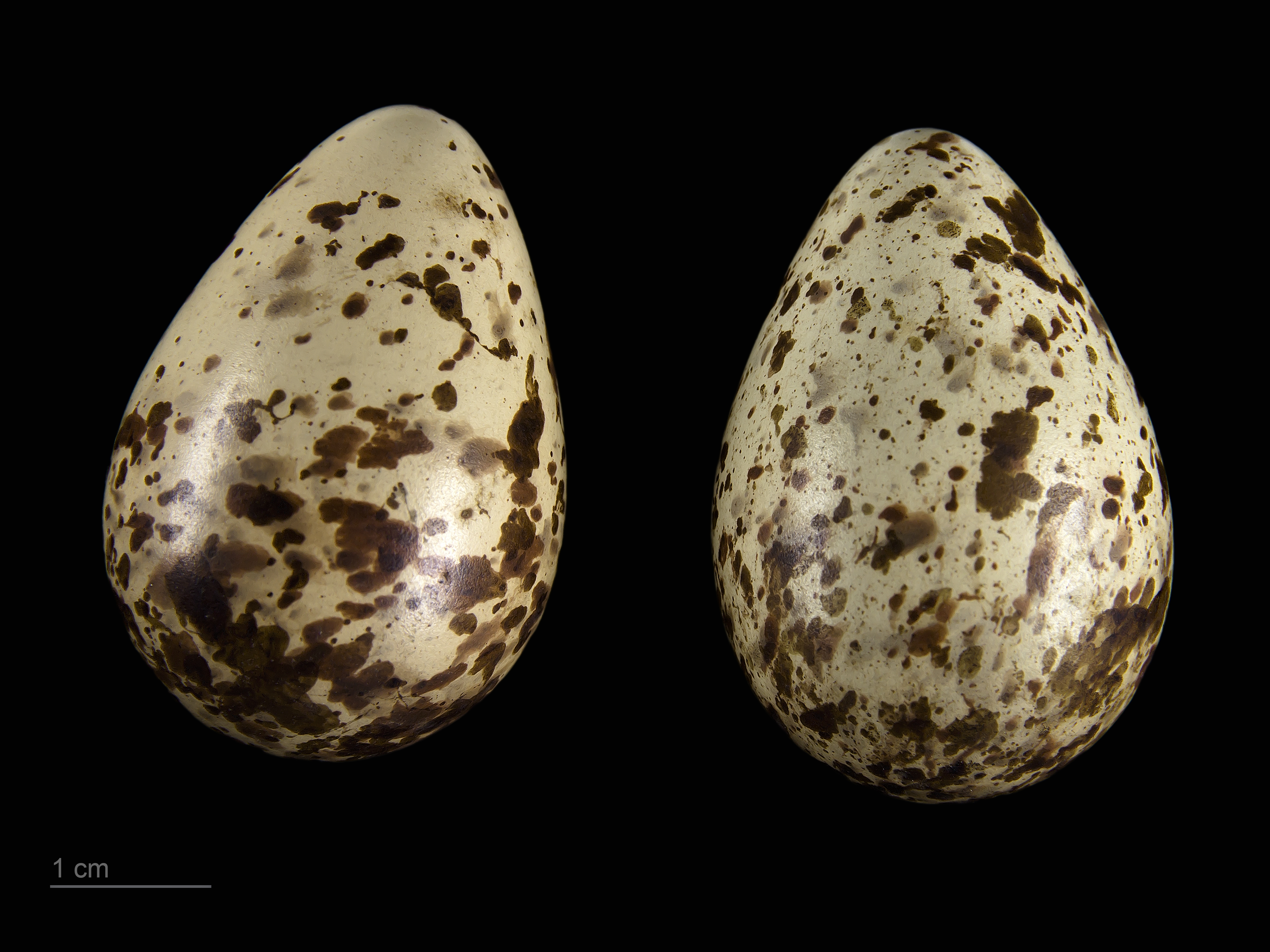
Œufs de Calidris alpina alpina - Muséum de Toulouse

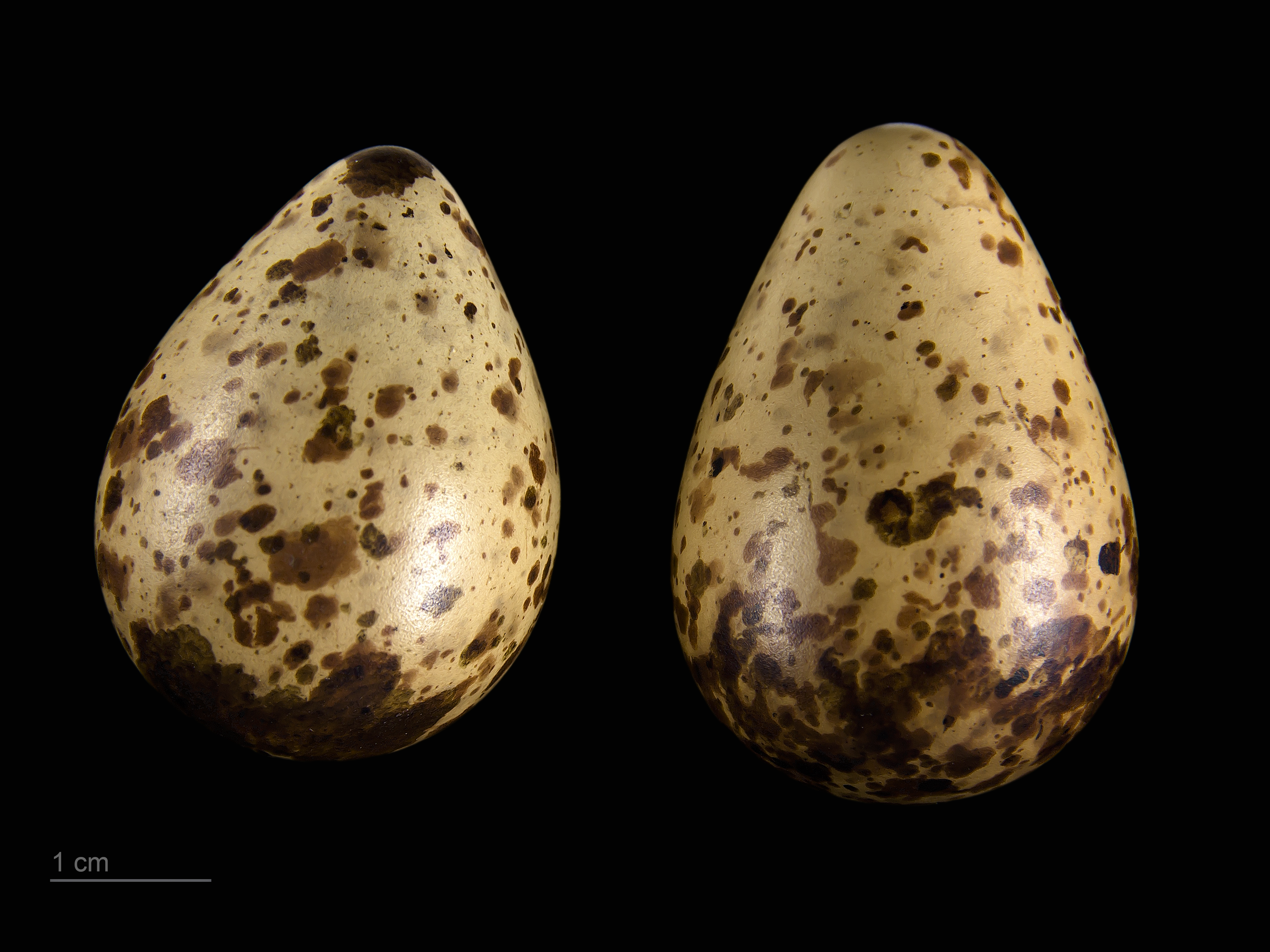
Œufs de Calidris alpina schinzii - Muséum de Toulouse

Le Bécasseau variable (Calidris alpina), également appelé bécasseau à dos roux, est une espèce de petits oiseaux limicoles de la famille des Scolopacidae.

## Description
Ce bécasseau mesure 16 à 22 cm. Son bec noir de taille moyenne est légèrement arqué. Ses pattes sont noires également. La projection des rémiges primaires est courte, la pointe des ailes arrivant à l'extrémité de la queue.
En plumage nuptial, cette espèce se caractérise par la présence d'une tache ventrale noire.

## Répartition

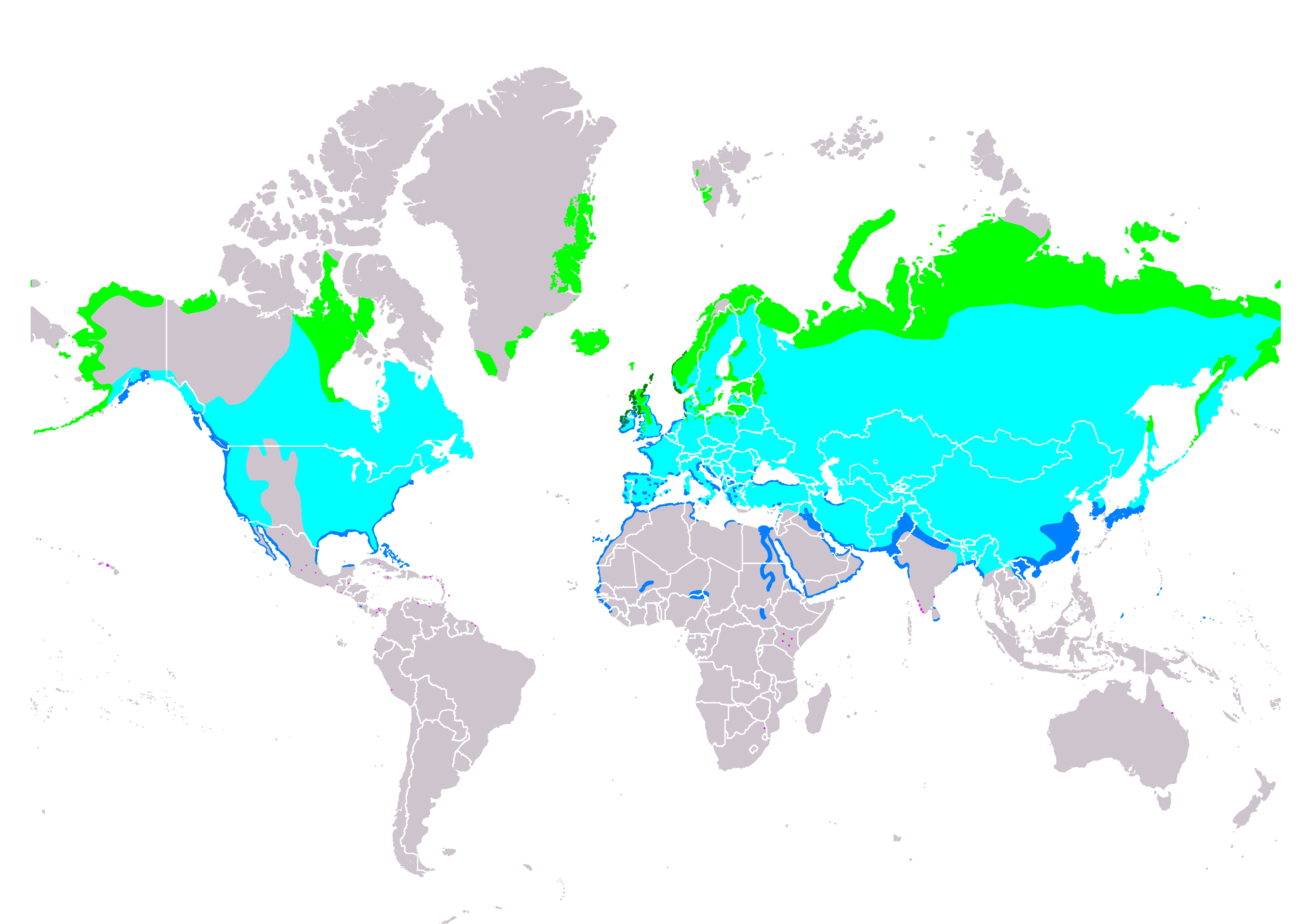

Le bécasseau variable niche à travers tout l'Arctique et en Europe du Nord ; il hiverne le long des côtes de l'hémisphère nord.

## Comportement
Le Bécasseau variable picore et sonde rapidement les vasières. Il exploite aussi fréquemment les eaux peu profondes.

## Protection
Le Bécasseau variable bénéficie d'une protection totale sur le territoire français depuis l'arrêté ministériel du 17 avril 1981 relatif aux oiseaux protégés sur l'ensemble du territoire. Il est donc interdit de le détruire, le mutiler, le capturer ou l'enlever, de le perturber intentionnellement ou de le naturaliser, ainsi que de détruire ou enlever les œufs et les nids, et de détruire, altérer ou dégrader son milieu. Qu'il soit vivant ou mort, il est aussi interdit de le transporter, colporter, de l'utiliser, de le détenir, de le vendre ou de l'acheter.

## Reproduction
Le nid est un creux dans la végétation. Ponte en mai, de 4 œufs. Le couple couve pendant 3 semaines, puis élève les jeunes, qui volent à 3 semaines.

## Sous-espèces
Selon la classification de référence du Congrès ornithologique international (15.1, 2025) il se répartit en dix sous-espèces (ordre philogénique) :
- C. a. arctica (Schiøler, 1922) — nord-est du Groenland ; hiverne dans le nord-ouest de l'Afrique;
- C. a. schinzii (Brehm & Schilling, 1822) — sud-est du Groenland, Islande, îles britanniques, sud de la Scandinavie à la Baltique ; hiverne dans l'ouest de la Méditerranée ;
- C. a. alpina (Linnaeus, 1758) — nord de l'Europe et nord-ouest de la Sibérie jusqu'à l'Iénisséï ; hiverne dans l'ouest de l'Europe, sur les bords de la Méditerranée, en Afrique et en Asie méridionale ;
- C. a. centralis (Boutourline, 1932) — nord de la Sibérie ; hiverne de l'est de la Méditerranée à l'Asie du Sud ;
- C. a. sakhalina (Vieillot, 1816) — nord-est de la Sibérie ; hiverne en Asie de l'Est ;
- C. a. actites Nechaev & Tomkovich, 1988 — nord de Sakhaline ; hiverne en Asie de l'Est ;
- C. a. kistchinski Tomkovich, 1986 — nord de la mer d'Okhotsk, sud de la Koriakie, nord des Kouriles et au Kamtchatka ; hiverne en Asie de l'Est ;
- C. a. arcticola (Todd, 1953) — nord-ouest de l'Alaska et du Canada ; hiverne en Asie de l'Est ;
- C. a. pacifica (Coues, 1861) — ouest/sud de l'Alaska ; hiverne dans l'ouest des États-Unis et du Mexique ;
- C. a. hudsonia (Todd, 1953) — centre/nord du Canada ; hiverne dans le sud-est des États-Unis.

## Source
- Taylor D. (2006) Guide des limicoles d'Europe, d'Asie et d'Amérique du Nord. Delachaux & Niestlé, Paris, 224 p.